# Ian Gordon
Ian Gordon, född 2 april 1950, är en friidrottare från Kanada. Han deltog vid olympiska sommarspelen 1972.